# 亚尔马·安德松
亚尔马·安德松（瑞典語：Hjalmar Andersson，1889年7月13日—1971年11月2日），瑞典男子田径运动员。他曾代表瑞典参加1912年夏季奥林匹克运动会田径比赛，获得一枚金牌和一枚银牌。